# Јонешти (Браила)
Јонешти (рум. Ionești) насеље је у Румунији у округу Браила у општини Чирешу. Oпштина се налази на надморској висини од 24 m.

## Становништво
Према подацима из 2002. године у насељу је живело 96 становника, од којих су сви румунске националности.